# Domusnovas
Domusnovas ist eine italienische Gemeinde (comune) mit 5801 Einwohnern (Stand 31. Dezember 2023) in der Provinz Sulcis Iglesiente auf Sardinien. Die Gemeinde liegt etwa 21 Kilometer nordwestlich von Carbonia und etwa 10 Kilometer östlich von Iglesias. Domusnovas liegt am Parco Geominerario Storico ed Ambientale della Sardegna.

## Verkehr
Durch die Gemeinde führt die Strada Statale 130 Iglesiente von Iglesias Richtung Cagliari. Südlich des Ortes liegt der Bahnhof Villamassargia-Domusnovas am Abzweig der Bahnstrecke Villamassargia–Carbonia von der Bahnstrecke Decimomannu–Iglesias.

## Sehenswürdigkeiten

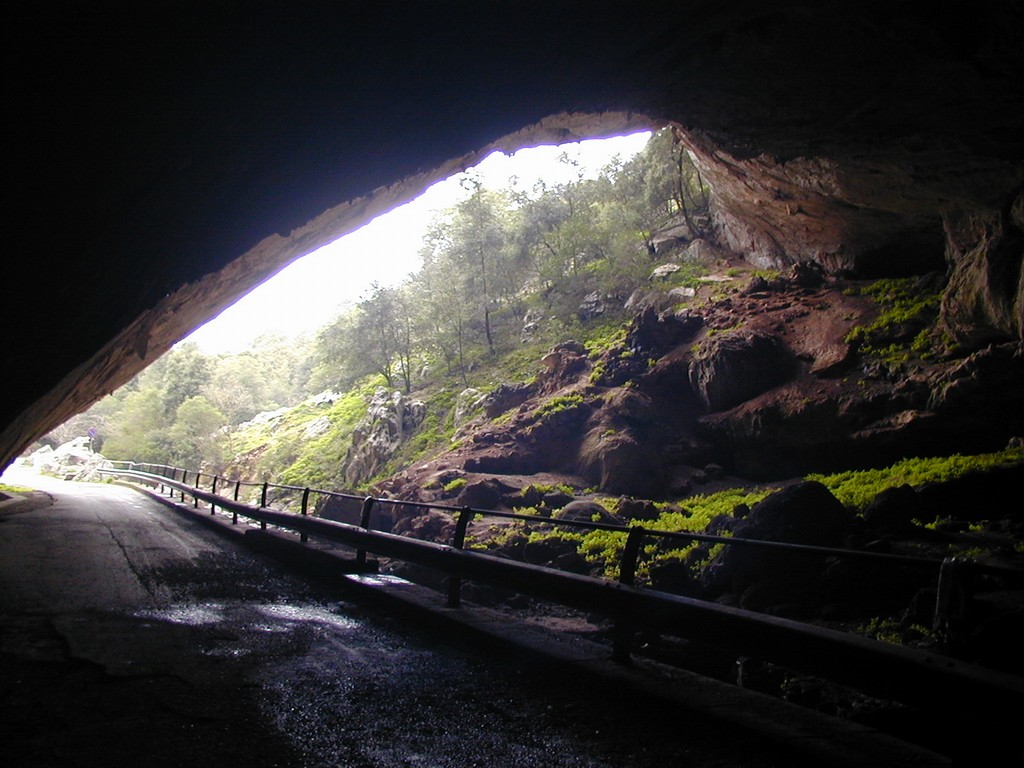
Grotte San Giovanni

- Nördlich des Ortes liegt die Grotte San Giovanni.

In der Nähe liegt die Nuraghensiedlung von Matzanni.